# Kinana
Kinana est une localité située dans le département de Boussé de la province du Kourwéogo dans la région Plateau-Central au Burkina Faso.

## Géographie
Kinana est situé à environ 30 km l'est de Boussé et à 4 km au nord-est de Golmidou.

## Santé et éducation
Le centre de soins le plus proche de Kinana est le centre de santé et de promotion sociale (CSPS) de Golmidou tandis que le centre médical avec antenne chirurgicale (CMA) de la province se trouve à Boussé.
Le village possède une école primaire publique.